# 波利奇卡

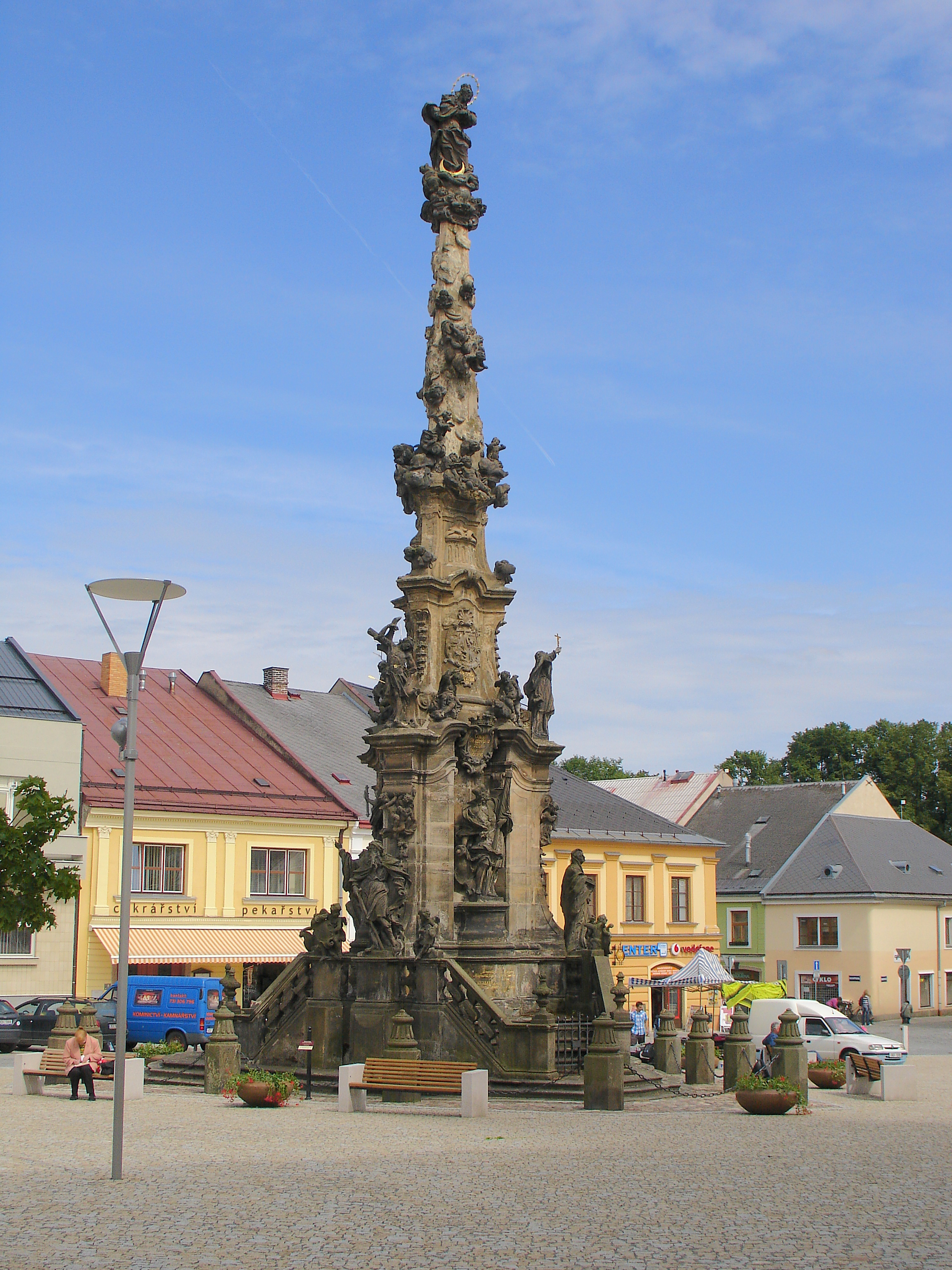

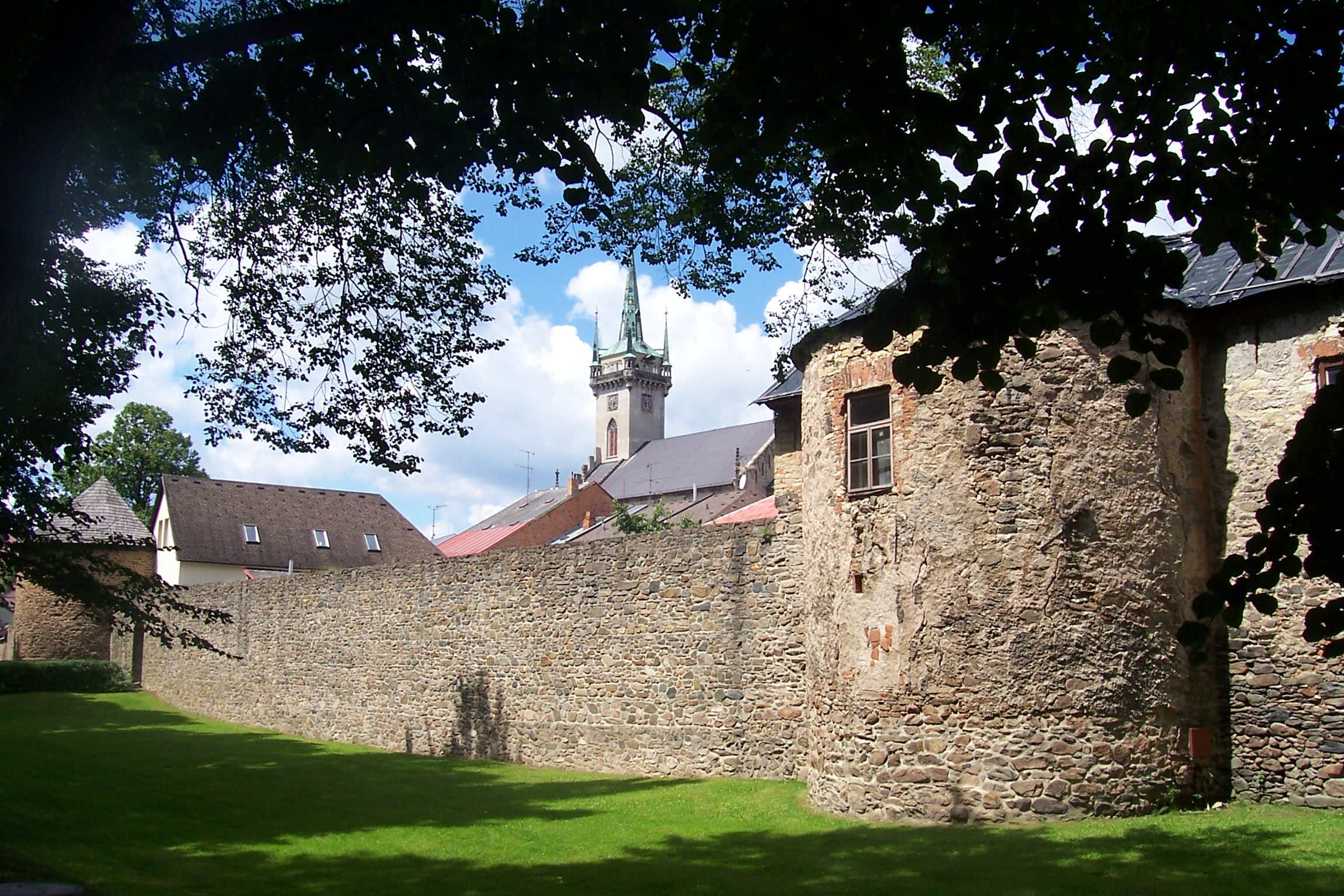

波利奇卡（捷克語：Polička，捷克語發音：[ˈpolɪtʃka]）是捷克帕爾杜比采州的城鎮，位於該國東部，距離斯維塔維約17公里，面積33.11平方公里，海拔高度555米，2015年人口8,820。

## 外部連結
- Official Pages of Town Polička （页面存档备份，存于）
- Czech Radio article on Polička (eng) （页面存档备份，存于）